# Еколошки протести у Србији 2024.
Еколошки протести у Србији 2024. године су почели  24. јануара 2024. године, поводом намере власти Србије да наставе са пројектом ископавања и прераде литијума у Јадру.

## Позадина
У септембру 2021. у Београду и другим градовима широм Србије почела је серија еколошких протеста због усвајања измењеног Закона о експропријацији, Закона о референдуму и народној иницијативи и планираног улагања предузећа Rio Tinto у рудник литијума.
Rio Tinto је раније добио дозволу да само истражује руднике у близини долине Јадра 2004. године у време Владе Војислава Коштунице, али је 2017. године Влада Ане Брнабић потписала уговор о реализацији „Пројекта Јадар”, којим би Rio Tinto добио дозволу за експлоатацију минерала јадарита. Пројекат је првобитно требало да почне 2023. године. После парламентарних избора 2020, владајућа Српска напредна странка освојила је велику већину места у Народној скупштини. У новембру 2021. године усвојила је Закон о референдуму и народној иницијативи и измене Закона о експропријацији. Оба закона су наишла на снажно противљење јавности, што је изазвало ескалацију еколошких протеста који су почели у јануару. Председник Републике Србије Александар Вучић, који је првобитно изјавио да неће укидати законе, после ескалације протеста изразио је популистички став, а 8. децембра је привремено повукао Закон о експропријацији и изменио Закон о референдуму, док је 16. децембра Скупштина града Лознице укинула просторни план који је укључивао улагање Rio Tinto-а у рудник, чиме је до даљњег одложен почетак рада Rio Tinto-а, након што га је Вучић прокоментарисао два дана пре гласања. У јануару 2022. влада је поништила све административне акте у вези са овим предузећем.

### Повезани протести
На протесту у Београду 13. новембра 2022. окупило се више хиљада грађана како би изразили незадовољство због лошег квалитета ваздуха у Србији. Грађани су били опремљени пиштаљкама и транспарентима, а вијориле су се и заставе еколошких организација. Бојан Симишић из организације „Еко стража“ рекао је да је то пети пут од 2020. године како организују протест због лошег стања ваздуха у Србији.

#### Нећемо ни „L” од литијума
Испред зграде Владе Србије у Београду одржан је 27. новембра протест Савеза еколошких организација Србије. Учесници протеста захтевају да "Рио Тинто" престане са истраживањем литијума, као и да се усвоји народна иницијатива о забрани ископавања литијума и бора. На протесту су били и опозициони посланици. Демонстранти су блокирали раскрсницу Кнеза Милоша и Немањине улице уз поруку да ће "ту остати све до им се не испуне захтеви". За саобраћај је отворен смер Немањине улице од Савског трга ка Славији. Главни захтеви протеста су били: да "Рио Тинто" престане са истраживањем литијума, да се усвоји народна иницијатива о забрани ископавања литијума и бора и да из Србије оду рударске компаније. Такође, учесници протеста тражили су и да оставке поднесу председница Владе и председник Србије, и да се "ослободи" РТС. Окупљени су поручили да неће одустати од својих захтева. Протести су организовани на годишњицу ескалације претходних протеста када су 27. новембра 2021. еколошки покрети организовали блокаду саобраћајница широм Србије, од којих је највећа била на мосту Газела.

#### Упад еколошких активиста у хотел „Метропол”
Дана 7. новембра 2023. године, уз скандирање Рио тинто марш из Србије и Србија није на продају еколошки активисти окупљени око Савеза еколошких организација Србије (СЕОС) упали су у хотел Метропол у Београду и прекинули скуп о рудним и минералним ресурсима Србије на коме су учествовали и представници неколико страних компанија и амбасада. Било је предвиђено да панел буде затвореног типа и без присуства медија, а српска министарка рударства и енергетике Дубравка Ђедовић, која је, према неким информацијама, била најављена као домаћински скуп није била присутна на панелу. Пре упада у Метропол представници СЕОС-а су одржали протест испред хотела, а на импровизованој конференцији за представнике медија СЕОС-а је присуствовао и Златко Кокановић из Горње Недељице. Међу учесницима протеста био је и професор Ратко Ристић, који је и кандидат за градоначелника Београда на листи покрета Двери и Заветника.

## Хронологија

### Промена става власти у Србији
Председник Србије Александар Вучић изјавио је 17. јануара у Давосу да је имао тежак разговор са представницима Рио Тинта и да се наша земља суочава са питањем да ли ће та компанија поднети против нас тужбу или не. Вучић је 20. јануара изјавио да одлука о инвестицији Рио Тинта у пројекат „Јадар”, за добијање литијума, може да донесе само нова Влада Србије. Представљајући у Палати „Србија“ програм „Скок у будућност – Србија ЕКСПО 2027“ за период од 2024. до 2027. године, он је навео да ће се улагати у енергетику више него икада, као и да земља почиње озбиљно да се бави проблемом загађења ваздуха. Председница Владе Србије Ана Брнабић изјавила је следећи дан да је Рио Тинто власник земље коју су му мештани у Горњим Недељицама и околним местима добровољно продали, истакавши да Влада не може да му одузме јер би то значило национализацију, као и да се после тога ниједан инвеститор не био осећао сигурним у Србији. Изјаве председника и премијерке су изазвали гнев код мештана у Западној Србији који су поново позвали на протесте у Лозници за 24. јануар. Поново су се активирали еколошки активисти, иако нови скупштински сазив и влада још нису сазвани.
Дана 24. јануара, чланови удружења “Не дамо Јадар” и грађани који се противе експлоатацији литијума на подручју Горњег Јадра протествовали су у Лозници. Разлог протеста полемика о могућем поновном покретању пројекта "Јадар". Део окупљених ушао је у зграду градске управе тражећи хитан пријем код градоначелника. Договор није постигнут, а након вербалних сукоба напустили су зграду и протест је завршен.
Под слоганом „Србија није на продају“, стотине грађана су у Београду 13. априла протестовале против ископавања литијума. Грађани су се окупили у центру града, испред Радио-телевизије Србије, на позив невладине организације "Крени-промени". Организатори протеста оптужили су Радио-телевизију Србије за пристрасно извештавање у корист компаније "Рио Тинто". РТС до објаве вести није одговорио на упит РСЕ за коментар поводом увода организатора протеста.

### Видовдански протест у Лозници
Представница удружења "Не дамо Јадар", мештанка Горњих Недељица Марија Петковић изјавила је 18. јуна да је за Видовдан петак, 28. јун заказан протест против отварања рудника литијума. Председник Србије Александар Вучић рекао је 24. јуна да у наредном периоду мора да се отвори дијалог о експлоатацији литијума, како на нивоу парламента, тако и на експертском нивоу. Вучић је и неколико дана раније рекао да би рудник могао да буде отворен 2028. године. Неколико активиста је 25. јуна ујутру кренуло из Београда пешке до Лознице на западу Србије, где ће се 28. јуна одржати протест против ископавања литијума и компаније "Рио Тинто".
У Лозници се на Видовдан 28. јуна одржао "свелитијумски сабор", протест против компаније "Рио Тинто" и Пројекта "Јадар" за ископавање литијума. У град је током дана стигла група младих из Новог Сада и Београда, која је пре три дана кренула пешке са железничке станице Нови Београд. Окупљени су потом кренули у шетњу. Како су истакли организатори, то је последња шетња, јер ће, уколико се не испуни захтев, блокирати железницу. Протест је почео пред већим бројем грађана нешто после 19 часова испред Вуковог дома културе у том граду. СЕОС тврди да је тај пројекат штетан по здравље људи и животну средину, а подржао га је више опозиционих странака и покрета чији су представници најавили да ће бити у Лозници. Опозиција је раније најавила неку врсту фронта за спас Србије. Еколошки устанак је организовао протесте и блокаде углавном по Београду, али и по Србији. Опозиција је раније најављивала фронт за спас Србије. Еколошка побуна организовала је протесте и блокаде углавном у Београду, али и у Србији. Током 2021. и 2022. године најављено је да ће се овом идејом покушати окупити опозиција, не само она која се тиче листе Србија против насиља, већ и друге опозиционе странке новог ДСС-а до покрета Бранимира Несторовића. Локалним активистима се током дана придружују грађани и јавне личности из целе Србије. Током преподнева у Лозници је био штанд удружења грађана „Не дамо Јадар“ и са пролазницима су разговарали о свему лошем што ће пројекат Јадар донети, као и о последицама које ће изградња и рад стамбене зграде рудника литијума на овим просторима, а придружили су се и доласку активиста из Републике Српске и Федерације Босне и Херцеговине. Ади Селман из Картон револуције из БиХ, која је такође угрожена и где се планира велики број рудника на Мајевици и Озрену, рекао је како наши они на власти 30 година уче како да се мрзимо.
"Како да се делимо, како да се убијамо, да би нас у позадини могли красти. Да би у позадини могли копати. И да би нам у позадини могли узимати право на воду. Право на зрак. Право на храну. Право на живот. Е па вала неће моћи више. Ови што хоће да немају душу“.
Селман је оптужио међународну заједницу и западне силе да резолуцојом о геноциду у Сребреници копају старе ране и намерно шире међуетничку мржњу и нетрпељивост између Срба и Бошњака са циљем да изазиво нови рат у БиХ чија би главна сврха била да се народи међусобно истребе да би простор Западне Србије и Источне Босне остао без људи на изволте страним рударским корпорацијама да експлоатишу разне врсте руда од натријума до литијума на подручју Мајевице и Јадра. Драган Симовић, активиста из Добриње, рекао је да не жели да створи породицу у земљи у коме ће се његова деца играти на руднику.
„Ако не буду на наше захтеве одговорили у наредним данима, знајте људи, следећи пут кад вас позовемо, децу код куће оставите“, рекао је он на шта му је одговорно повицима „устанак, устанак“.
Окупило се од 15 до 25 хиљада људи из разних делова Србије и региона. Маријана Трбовић Петковић, активисткиња удружења Не дамо Јадар поставила је ултиматум и рекла је да има само један захтев:
"Украли су 38.000 потписа. Имамо само један захтев - законска забрана примењених геолошких истраживања и експлоатације литијума и бора у Републици Србији. Рок је 40 дана. 41. дан, не буду ли усвојили закон, блокираћемо Србију", рекла је она.
Окупљени су потом кренули у шетњу и навели да је то последњи пут да шетају. Уколико им се захтев не испуни, како су навели, блокираће железницу.

### Јул — Август
После видовданских протеста тензије у друштву су почеле значајно да расту након што је компанија Rio Tintо поднела тужбу уставном суду Србије против државе због блокирања Пројекта Јадар и због могућности да ће уставни суд усвојити жалбу компаније. Активисти удружења „Не дамо Јадар“ су 7. јула на два сата блокирали железничку пругу код Лознице, због могућности да Уставни суд, како је најавио лидер покрета Крени-Промени Саво Манојловић, у четвртак, 11. јула, усвоји иницијативу компаније Рио Тинто и поништи одлуку Владе Србије о укидању просторног плана Јадар.

#### Укидање уредбе Владе Србије о заустављању пројектаRio Tintaуставног суда
Уставни суд Србије објавио је 11. јула одлуку о поништавању Уредбе Владе Србије о заустављању пројекта Јадар од фебруара 2022. Како је саопштено, Влада је прекорачила своје надлежности приликом доношења те уредбе.
„Уставни суд је на 9. седници одржаној 11. јула 2024. године донео Одлуку којом је утврдио да Уредба о престанку важења Уредбе о утврђивању Просторног плана подручја посебне намене за реализацију пројекта експлоатације и прераде минерала јадарита „Јадар“, није у сагласности са Уставом. и законом Уставни суд је оценио да се из Уставом утврђене надлежности Владе и законских одредаба уређује просторно планирање, не може се закључити да Влада није била надлежна да донесе Уредбу о престанку важења Уредбе којом је био утврђен просторни план подручја посебне намене, али је. утврдио да је Влада прекорачила границе своје надлежности време што је Уредба донета на начин који није у сагласности са чланом 3. Устава и одредбе Закона о Влади и Закона о процени утицаја на животну средину”, пише у саопштењу.
Пре Уставног суда, лидер покрета Крени-промени Саво Манојловић је објавио на свом налогу на Икс-у да је уредба укинута.
„Уставни суд ову одлуку синхронизовано и експресно је урађено у координацији са политичким властима и Рио Тинтом“, поручио је Манојловић и додао да је на овај начин Уставни суд ступио по иницијативи рударске компаније Рио тинто.
Он је изјавио да „гажењем Устава и окупацијом институција Рио Тинто и окупаторска власт спремне да изазову грађанске сукобе попут оних у Папуа Новој Гвинеји“.
У првом коментару на одлуку Уставног суда Србије Марија Алимпић, активисткиња удружења „Не дамо Јадар и Рађевину“, каже да је време и најзваничније потврђено да грађани Србије немају апсолутно ниједну институцију у овој држави на коју могу да се ослоне:
„Сматрамо да је ова одлука својеврсан државни удар, с тим разликом да се државни удари и пучеви углавном извршавају како би се сменио тренутни владајући режим у једној држави, а овај пут је државни удар учињен директно против народа Србије“.
Током дана, испред Уставног суда одржан је протест активиста покрета „Не дамо Јадар“ и грађана због најаве да Уставни суд треба да одлучује о одлуци Владе Србије о поништењу пројекта „Јадар“. Учесници протеста су ланцем и катанцем закључали врата Уставног суда и испод поставили натпис „Рио Тинто гори од нацизма“, а како су поручили окупљени еколошки активисти – они од данас више не признају одлуке Уставног суда. У зграду суда ушли су активисти Златко Кокановић и Небојша Павковић, као и адвокатица Сара Ел Сараг, где су писарници предали захтев за хитан пријем код председника суда или повереника за информације од јавног значаја. Након тога, делегацију покрета „Не дамо Јадар” око 11 сати нису пустили да још једном уђе у зграду Уставног суда, а како је рекао представник покрета Златко Кокановић портир им је пренео да ће писано решење добити у законском року. Кокановић је позвао неколико десетина окупљених да сачекају још пола сата да стигну "реквизити", помоћу којих ће приредити изненађење суду, али није прецизирао о каквим се реквизитима ради. Скуп је протекао у мирној атмосфери, једини инцидент изазвао је провладин активиста Симо Спасић, кога су окупљени полили водом.
Пет дана од одлуке Уставног суда којом је као неуставна проглашена Уредба Владе Србије о укидању просторног плана за пројекат "Јадар", Влада је донела нову чиме се поништава она донета 2022. године којом је на пројекат “Јадар“ стављена тачка.

#### Посета Олафа Шолца Београду и протест испред председништва;
Дана 19. јула је у посету Србији допутовао немачки канцелар Олаф Шолц. У разговору са српским председником Александром Вучићем тема разговора је била експлоатација литијума и оживљавање пројекта "Јадар" са циљем пребацивања српских руда у Немачку за потребе оживљавања немачке аутоиндустрије. То је изазвало бес код појединих грађана који су се у 10 сати пре подне окупили испред председништва у знак протеста због немачког "дрског" понашања с'обзиром на то да је Немачка у УН била главни иницијатор гласања и промотер резолуције о геноциду у Сребреници и да сама Немачка поседује вишеструко веће количине литијума од Србије.

#### Протест у Ваљеву 22. јула
Протест против пројекта ископавања литијума одржан је 22. јула на градском тргу у Ваљеву. На протесту против рио тинта, на градском тргу у ваљеву окупило се близу 2.500 људи. Ова Процена је добила појединачни број фотографија са друштвених мрежа Фејсбук и Инстаграм "Ваљево и ваљевци", које су покренуле читваву масу учесника. Сразмерно броју становника, овакав одзив грађана у Ваљеву одговорао би протесту од 60.000 људи у Београду.

#### Протести у другим градовима
Око 200 људи се у петак 26. јула окупило у Неготину да протестује против локалног загађења ваздуха, али су се придружили и протестима против рудника литијума. Истога дана протести су одржани и у Лозници, дан раније 25. јула у Гроцкој и Коцељеви, дан касније 27. јула у Ариљу, а 28. јула у Богатићу и Крупњу.
У понедељак 29. јула, протести против рударења Литијума настављени су протести у још неколико градова Србије где су најмасовнија окупљања одежана у Аранђеловцу, Шапцу, Краљеву, Љигу и Барајеву. Протести су 31. јула одржани у Пожеги и Ариљу, а почетком августа су настављени у Мионици, Рашкој, Убу, Тополи и Панчеву.
Протести су најављени сваки дан и у осталим градовима до главног и централног протеста у Београду 10. августа за када је најављена радикализација и блокаде путева широм Србије уколико влада не поништи све уговоре о ископавању литијума и других тешких метала са разним рударским конзорцијумима.
Дана 3. и 4. августа су протести одржани у Параћину и Осечини, а 5. и 6. августа у Смедереву, Рековцу, Бору, Бресници,  Јагодини, Сремској Митровици, Инђији и Книћу. Велики протести грађана су се одржали 7. августа у Новом Саду, Крагујевцу и Ужицу. Протести су се 8. августа одржали у Зајечару, Смедревској Паланци, Крушевцу, Горњем Милановцу и по други пут у Шапцу.
9. августа одржан је велики скуп у Нишу. Поред Ниша, истог дана су се одржали протести против литијума у још шест градова; Чачку, Врању, Лесковцу, Лазаревцу, Владимирцима и Малом Зворнику.

#### Велики протест у Београду 10. августа
Протест "Рудника неће бити" против рударења литијума и пројекта "Јадар", у организацији еколошких удружења, одржан је 10. августа на Теразијама у Београду. После окупљања и обраћања говорника на Теразијама, грађани су одржали протестну шетњу до "Газеле". Код моста су се поделили у две колоне, према железничким станицама Нови Београд и Прокоп, које је део окупљених блокирао. Организатори су најавили да ће ту остати целу ноћ. Скуп на Теразијама организовала су еколошка удружења пошто је данас истекао рок који су на протесту испред Уставног суда 11. јула дали Влади Србије да одустане од рударења литијума. Глумица и модераторка скупа Јелена Ступљанин поручила је у обраћању окупљенима да је прави патриотизам борба за чист ваздух, за чисту воду, за чисту земљу.
Људи суштински живе у природи, са природом, право богатство је у здравој храни и земљи, а власт хоће да је преда страној компанији, рекла је глумица и поручила "Јадар је наш".
Љиљана Браловић из Савез еколошких организација Србије (СЕОС) поручила је да је ово време страдања и време подвижника. Како је поручила окупљенима, "данас су жртвовани људи са Јадра, из Бора, Мајданпека а сутра сте ви". Глумица Светлана Бојковић навела је да је свако дужан да чува и побољшава животну средину. Окупили су се, каже, да дигну свој глас против нечега што превазилази сва политичка питања. Она је обраћајући се окупљеним грађанима подсетила на чланове 74 и 83 Устава Србије који кажу да "свако има право на здраву животну средину и благовремено и потпуно извештавање о њој, као и да предузетништво може бити ограничено ради заштите здравља људи и животне средине". Светлана Бојковић је рекла да је "пре две године власт преварила грађане да је пројекат Јадар стављен ад акта и да је данас јасно да је то била само куповина времена и намера да се грађани умире пред председничке изборе". Докторка Драгана Ђорђевић, научни саветник у Институту за хемију, истакла је да се еколошки проблеми у Србији увећавају. Разлог томе, према њеној оцени, је то што држава није решила сектор отпада, да се отпад користи као ресурс. Међутим, како је додала, то није приоритет за власт, већ изградња термоелектрана. Истиче да стране компаније не могу да раде са прљавим технологијама у својим земљама и зато их селе у друге земље. Председник удружења "Не дамо Јадар" Златко Kокановић рекао је да иако су претходних четири, пет година трпели притисак од стране власти, последњих педесет дана он и његове колеге, истиче, преживљавају тортуру. Они, каже, рекламирају пројекат "Јадар" на Инстаграму, а "нас обичан народ називају страним плаћеницима и издајницима". Активиста "Не дамо Јадар" Златко Kокановић је на крају обраћања позвао окупљење да крену у шетњу до “Газеле“, и да се тамо поделе у две колоне. Окупљени грађани су од Теразија кренули у протестну шетњу до моста "Газела", где ће се, како су најавили организатори, поделити у две колоне. Представници еколошких удружења су на челу колоне, која се креће Улицом Краља Милана. Саобраћај је блокиран у улицама око Теразијске чесме, Призренској и Краља Милана, Немањиној, Кнеза Милоша према "Газели". Златко Кокановић позвао је грађане, који су стигли до Газеле, да се поделе у две колоне, и да једна колона иде на Прокоп (железничка станица Београд центар), а друга на железничку станицу Нови Београд. Део учесника вечерашњег протеста, из колоне која је стигла до железничке станице Прокоп, ушао је у станицу и блокирао пругу. На челу колоне, која се одвојила од главног скупа на Газели и кренула ка Прокопу, налазе се представници неформалне групе "Борба" Никола Ристић и Иван Бијелић. Бјелић је рекао да су они обавестили Железнице Србије о блокади пруге. После Прокопа, блокирана је и Железничка станица "Нови Београд". Учесници који су у колони, која је прешла преко моста "Газеле" , ушли су у станицу и сишли на колосек, где су преко пруге развили транспаренте "Не дамо Јадар" и блокирали саобраћај. Колону ка станици Нови Београд предводио је председник Удружења "Не дамо Јадар" Златко Кокановић, који је рекао да ће ту остати целу ноћ. Заустављен је саобраћај у улицама Владимира Поповића и Милутина Миланковића на Новом Београду, и Антифашистичке борбе где не саобраћају ни трамваји. Број учесника протеста је према изворима власти био од 20 до 27 хиљада, према полицији од 40 до 50 хиљада, а према организаторима од 100 до 120 хиљада људи.

#### Масовна хапшења, блокада и наставак протеста
На железничкој станици Нови Београд ујутру 11. августа било је 50-ак демонстраната на прузи, где су имали шаторе и транспаренте, а пошто је на место дођаја послата полицијска бригада, демонстранти су се удаљили. Председница Прекршајног суда у Београду Оливера Ристановић изјавила је да су три особе приведене током демонстрација против ископавања литијума, као да је за две донета одлука о казни затвора од 30, а за трећу 40 дана. Оливера Ристановић је појаснила да су три особе оптужене за нарушавање јавног реда и мира, дрским и безобзирним понашањем. Нагласила је да одлука засад није правоснажна пошто окривљени и њихови браниоци, као и полиција, имају право жалбе Истакла је да оптужени саслушани и да им је суђено и пресуђено у дежурној служби, одакле су одведени у затвор, пошто је одлука извршна пре правоснажности. Адвокат Александар Петровић потврдио је да је осуђена тројица еколошких активиста на казну затвора због кршења јавног реда и мира, најавивши, као један од њихових бранилаца, жалбу.
Навео је да је активиста Иван Бјелић осуђен на 40 дана затвора, а Никола Ристић и Јевђеније Јулијан Димитријевић на по 30 дана затвора.
Грађани и чланови еколошких организација окупили су се увече 11. августа испред зграде Владе Србије на протесту због осуде на затвор активиста који су претходни дан учествовали у протестима против ископавања литијума и блокади железница. Били су присутни чланови Савеза еколошких организација Србије (СЕОС). Грађани и активисти носили су државне заставе, застеве еколошких организација и дували су у пиштаљке. Раскрсница Улица Кнеза Милоша и Немањине била је блокирана за саобраћај. Председник удружења "Не дамо Јадар" Златко Kокановић је рекао да су се окупили јер је, каже, кренула организована хајка на еколошке активисте, на сваког ко има везе са организацијом протеста и блокада.
“Желимо да им пошаљемо једну јасну поруку: можете нас хапсити, али ми настављамо, не бојимо се и идемо до победе, до краја, јер ово су све људи који су се укључили против рударења литијума и бора у Србији“, поручио је Кокановић.
Адвокат Бранко Ивковић из Ваљева, који је истог дана приведен два пута, по пријави групе грађана, ослобођен је да се брани са слободе. Ивковић је пуштен након саслушања које је почело око 19.30 сати. У Ваљеву биле планиране блокаде, али су се грађани, због његовог привођења, око 20 сати окупили на протесту испред тужилаштва на позив Илије Ковачевића из „Ваљевског покрета отпора“. Наокон што је пуштен да се брани са слободе, окупљени грађани су се разишли.
Удружење грађана Еко стража најавило је 23. августа да ће у недељу, 1. септембра одржати протест испред зграде РТС-а у Београду због „неадекватног” извештавања Јавног сервиса о еколошком активизму у Србији.

### Септембар — Октобар
Протест са захтевом да Радио-телевизија Србије (РТС) информише јавност о проблемима у животној средини одржан је 1. септембра пред зградом јавног медијског сервиса у Београду. Са скупа у организацији покрета Еко Стража заражено је да РТС омогући представницима еколошких организација да се јавности обрате у централној информативној емисији Дневник. Протест је одржан под насловом „Сигурност је у бројевима“, како је саопштила Еко Стража, у знак подршке грађанским активистима које је полиција водила на протестима против рударења литијума у Србији. Та организација навела је да је приведено петоро њених активиста, да им је полиција претресла станове и одузела мобилне телефоне и рачунаре. Активисткиња Нина Стојановић рекла је да је протест организован због пораста репресије према грађанима који се боре за здраву животну средину. Иван Милосављевић, активиста са Хомоља на истоку Србије, рекао је у обраћању окупљенима да добија претњу смрт. Младен Владић, један од привођених активиста из Мајданпека, наручио је пред градом РТС-а да се борци за заштиту воде, ваздуха и земље неће повући. Организатори су саопштили да је РТС о овом протесту известио у двадесетом минуту Дневника и то оценили као успех овог окупљања. Након првосептембарског окупљања уследило је затишје од месец дана са протестима.
Испред Скупштине Србије је 30. септембра увече организован протест са кога су активисти поручили да копања литијума неће бити без обзира да ли ће да се седница скупштине о експлоатацији литијума закаже или не.

#### Скупштинска седница о ископавању литијума и бората
Председница Скупштине Србије Ана Брнабић 1. октобра је сазвала за 7. октобар у 10 сати седницу на којој ће се расправљати о предлогу опозиције о забрани ископавања литијума и бора. На првој седници другог редовног заседања Скупштине Србије на дневном реду биће Предлог закона о изменама и допунама закона о рударству и геолошким истраживањима, који је поднео 86 посланика опозиције. О овом предлогу је требало да се расправља 30. септембра од 14 часова, након расправе о ребалансу буџета.
Након бурне тродневне скупштинске расправе током од 7. до 10. октобра у којој је било тешких речи, опомена и увреда између власти и опозиције, владајућа коалиција је трећег дана одбила све предлоге опозиције о забрани ископавања и експлоатацији литијума и других тешких руда и метала у пољопривредним срединама. Одлуке и арогантан став владајуће коалиције изазвао је поново гнев и нови талас протеста широм Србије.

#### Одбијање опозиционих предлога и јесењи талас протеста
После четири дана расправе, посланици Скупштине Србије гласали су 10. октобра против предлога забране истраживања и експлоатације бора и литијума. Министарка рударства и енергетике Дубравка Ђедовић Хандановић позвала је посланике опозиције да, како је рекла, не застрашују грађане погрешним информацијама. Председник Странке слободе и правде Драган Ђилас поручио је да се литијум неће копати у Србији, јер независни стручњаци кажу да тај пројекат има велике негативне последице и позвао власт да изађе на изборе.
У Лозници је 16. октобра одржан протест против потенцијалног отварања рудника литијума у долини Јадра у организацији Савеза еколошких организација Србије чиме је почела друга фаза протеста. Као један од разлога за протест наводи се могуће заказивање седнице Скупштине града на којој би требало да се разматра усвајање Просторног плана града Лознице. Еколошки активисти сматрају да такав Просторни план представља дозволу за отварање рудника.
Еколошки активисти зауставили су саобраћај у суботу, 19. октобра, на сат времена и пропуштали само возила хитних служби. Тиме се противљење отварању рудника литијума у Србији из скупштинских клупа преселило на магистралне путеве. Следећи протести су одржани 24. октобра у Чачку и Шапцу 26. октобра. У Шапцу су окупљени блокирали раскрсницу код Јевремовца, на сат времена на обилазном путу за Лозницу.

### Новембар — Децембар
У Ваљеву су се 1. новембра окупили грађани на градском тргу, где је требало да се одрже демонстрације против рударења у овом крају, најпре су минутом ћутања одали пошту настрадалима на Железничкој станици у Новом Саду, а потом су палили свеће. Присутнима се кратко обратио Бранко Ивковић, лидер Ваљевског покрета отпора, који је рекао да је Србија вечерас у шоку и поново завијена у црно, а протести су одложени за наредни петак, 8. новембар. Међутим, Ваљевски покрет отпора путем друштвених мрежа обавестио је 8. новембра ујутру јавност да ће наредни протест бити организован у уторак 12. новембра. „Ваљевски покрет отпора” на протесту 12. новембра под слоганом "Чишћење наше авлије“ позвао је грђане на самоорганизовање и најавио почетак акција против компаније "Еуро Литијум Балкан", којој су пре скоро два месеца упутили захтев да обустави све активности и напусти Ваљево. Челник Ваљевског покрета отпора адвокат Бранко Ивковић најавио је да "више нема шетњи ни говора и да је време за дела јер компанија „Еуро Литијум Балкан”" нема намеру да испуни њихов захтев“. Окупљени на протесту, након краће шетње, гађали су јајима излог просторија Инфо центра "Еуро Литијума" у Ваљеву. За седам дана су најавили нови протест и како је истакнуто „акцију исељења“ Еуро Литијума из Ваљева. Компанија "Еуро Литијум Балкан" раније је  осудила  било какво ширење реторике мржње и позивање на насиље и обавестила јавност да се више неће бавити истраживањем литијума у ваљевском крају већ минерала бората и геотермалног потенцијала, те да ће сходно томе променити назив фирме. У следећи уторак 19. новембра Ваљевски покрет отпора је испред просторија компаније "Еуро Литијум" у Ваљеву организовао нови протест. Захтевају исељење "Еуро Литијума" из тог града. У "симболичној акцији“ челник Ваљевског покрета отпора, адвокат Бранко Ивковић, оставио је будак на врата просторија компаније који је назвао "кључем за улазак у просторије и исељење компаније“ из Ваљева, што је био захтев овог удружења пре два месеца. Протест је прошао мирно уз појачано присуство полиције и њихово упозорење организаторима скупа. Бранко Ивковић је најавио петак 22. новембар као дан много већег и масовнијег скупа уз најаву устанка против литијума и избавивање представника компаније "Еуро Лутијум" силом из града Ваљева. До већег протеста у Ваљеву ипак није дошло. Покрет Kрени-промени предао је данас писарници Министарства заштите животне средине жалбе 4.600 грађана против решења о обиму и садржају студије о процени утицаја на животну средину рударског дела пројекта "Јадар", за које сматрају да је незаконито. Извршна директорка Kрени-промени Марина Павлић рекла је на конференцији за новинаре да данас истиче рок од 15 дана за жалбе, а да је за 24 сата више од 4.600 грађана поднело жалбе против решења, које је "донето на захтев компаније Рио Тинто".

#### Упад активиста „Не дамо Јадар” у хотел „Хилтон”
Чланови удружења “Не дамо Јадар” и пољопривредници блокирали су 17. децембра у селу Завлака магистрални пут Лозница-Ваљево. У центру Глушаца код Богатића пољопривредници протестујући траже смену премијера и ресорног министра. Блокада пута Лозница-Ваљево ће трајати два сата од 11 до 13 часова. Окупљени су затражили смену председника Владе, министра пољопривреде и председника Скупштинског одбора за пољопривреду. У центру Глушаца код Богатића пољопривредници су у 11 часова блокирали саобраћајницу, како је најваљено на два сата. Захтевају оставку министра пољопривреде Александра Маритиновића и оставка Маријана Ристичевића председника Одбора за пољопривреду, укидање незаконите одлуке о пасивном статусу газдинстава, траже и материјалну и кривичну одговорност свих одоговорних, јер како тврде није испунио обећања договорена на састанку са свим удружењима пољопривредника. Окупљени траже осим оставке министра и оставку председника Владе Милоша Вучевића који је, како кажу, био гарант спровођења договора са пољопривредницима. Увече 17. децембра, представници удружења "Не дамо Јадар" и еколошки активисти су, уз пиштаљке и транспаренте, ушли у београдски хотел Хилтон, где се одржавао новогодишњи коктел компаније Рио Тинто. Уз активисте су дошли и поједини опозициони политичари. Пошто окупљени нису успели да нађу салу у којој је организован коктел Рио Тинта напустили су хотел. Учесници скупа претходно испред хотела раширили транспарент са натписом "Корупција убија". Поред тог демонстранти су носили и транспаренте са другим написима, дувајући у пиштаљке и тражећи да разговарају са представницима компаније Рио Тинто. Саобраћај у улици Краља Милана испред хотела Хилтон у Београду био је током протеста накратко обустављен.

## Одговор и реакције

### Подршка и противљење
Компанија "Рио Тинто" огласила се 10. августа саопштењем после протеста који се одржава у Београду саопштењем у којем наводе да су поједини учесници протеста изнели "тенденциозне и нетачне наводе".

### Одговор владе
Министар унутаршњих послова Ивица Дачић је 16. јула казао да полиција неће дозволити нереде, блокаде пруга и путева које помаже протиници ископавања литијума у србији и оценио да ови политизују ситуацију. Дачић је казао да о јадариту слуша последњих 20 година и да су сви о то афирмативно говори и да нико није помањима предност тог пројекта. По његовим речима, противници копања Литијума "Политизују ситуацију и понашање се ли лицемерно" Пошто су неки од њих, како желе, хвалили тај пројекат кад су били на власти. Он је додао да ни кад би никаква одлука о судбини пројекта "јадар" није донета данас већ је влада поступила на основу онога шта је Уставни суд наложио.
Након ове изјаве, настављени су протести и заказани нови за Неготин 27. јула, Шабац, 29. јула, Аранђеловац, 29. јула, Краљево, 29. јула, Младеновац, 30. јула и Рача, 5. августа.
Министар грађевинарства, саобраћаја и инфраструктуре Горан Весић изјавио је 11. августа да је јутрос у 6.45 часова успостављен редован железнички саобраћај на линију Београд - Нови Сад и да ће сви грађани који су купили карте, а њих је око 10.000, моћи да слободно путују и користе железничке станице Прокоп и Нови Београд, које су синоћ били блокирали учесници протеста. Он је казао да ће МГСИ заједно са предузећем Србијавоз и инфраструктуром Железнице пописати штету која је настала блокадом железничких станица и отказивањем возова.
Градоначелник Београда Александар Шапић изјавио је 11. августа дана поводом јучерашње блокаде железничких станица и моста Газела да је "једно протестовати, а потпуно нешто друго реметити свакодневни живот и блокирати виталне саобраћајнице" и да очекује од полиције да одржи јавни ред и мир.
Председник Александар Вучић рекао је у Палати Србија поводом скупа против ископавања литијума да је он протекао у демократској атмосфери. Међутим, када се скуп завршио дошло је до заузимања пруге, заустављања саобраћаја на Газели, то није израз демократије већ терор мањине над већином, каже Вучић. Осудио је покушај, како је рекао, уништавање привреде. Најавио је да ће обићи места по Србији и разговарати са људима. Поновио је да може да се разговара и о референдуму. Министар Ивица Дачић рекао је да је железнички саобраћај успостављен без силе, али да је на разговор доведено 14 особа.
Председница Скупштине Србије Ана Брнабић састала се синоћ са председником парламента Финске Јуси Хала-Ахоом с којим је разговарала о европским интеграцијама, али и о литијуму будући да ће та земља, како је пренела, бити прва земља на европском континенту која ће рударити и прерађивати свој литијум.